# Gbon-Houyé
Gbon-Houyé  è una città e sottoprefettura della Costa d'Avorio appartenente al dipartimento di Danané. Conta una popolazione di 13 640 abitanti (censimento 2014).